# Веретьє (Бокситогорський район)
Веретьє (рос. Веретье) — присілок Бокситогорського району Ленінградської області Росії. Входить до складу Великодвірського сільського поселення.
Населення — 46 осіб (2012 рік).